# Sperrspannung

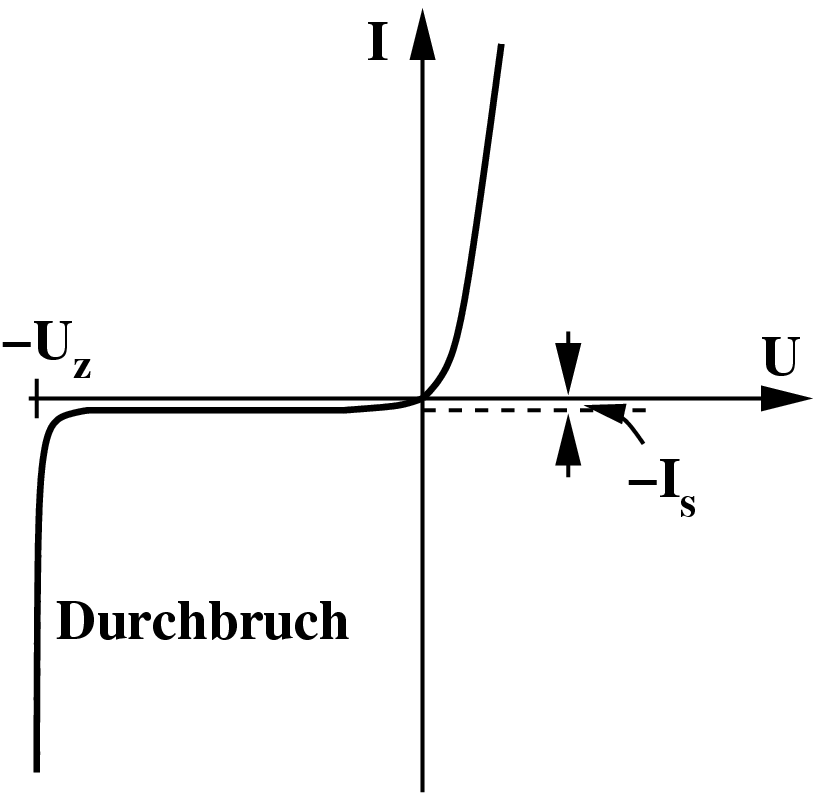
Strom-Spannungs-Charakteristik mit Durchbruchsbereich

Die Sperrspannung (auch Einsatzspannung genannt) ist jene elektrische Spannung, welche über einem in Sperrrichtung gepolten p-n-Übergang anliegt. Durch den Halbleiterübergang fließt dann der, in der Regel, sehr geringe Sperrstrom. Die Sperrspannung kann zwischen 0 Volt und der Durchbruchsspannung (s. u.) betragen.
Ab einer bestimmten charakteristischen Spannung Uz (Durchbruchspannung) kommt es zum Durchbruch. Darunter versteht man bei einem pn-Übergang einen steilen Anstieg des Stromes weit über den Sättigungswert IS bei kritischer Sperrspannung. Ursache für den Durchbruch sind sehr hohe elektrische Feldstärken.
Es lassen sich drei unterschiedliche Mechanismen beschreiben:
- Stoßionisation mit Avalanche-  bzw. Lawinendurchbruch, z. B.
  - IMPATT-Diode zur Erzeugung von Hochfrequenzen
  - Avalanche-Photodioden (Lawinenphotodioden) oder Avalanche-Schutzmechanismus in MOSFET und Gleichrichterdioden
  - Überspannungsschutz mit Transientensuppressor bzw. Suppressordioden
  - Z-Dioden ab etwa 5 Volt (vgl. folgender Punkt)
- Zener-Durchbruch; Prinzip der Zener-Dioden bis etwa 5 Volt, zur Bereitstellung von Referenzspannungen
- Thermischer Durchbruch; Zusammenbruch der Sperrspannung aufgrund hoher Temperatur, in der Regel Zerstörung der Diode durch Diffusionsvorgänge